# Promops centralis
Promops centralis — вид кажанів родини молосових.

## Поширення
Країни поширення: Аргентина, Беліз, Болівія, Бразилія, Колумбія, Еквадор, Сальвадор, Французька Гвіана, Гватемала, Гаяна, Гондурас, Мексика (Халіско), Нікарагуа, Парагвай, Перу, Суринам, Тринідад і Тобаго, Венесуела. Зустрічається від рівня моря до 1800 м. Знайдені у вічнозелених, листопадних і сосново-дубові лісах.